# Steven Pruitt
Steven Pruitt (San Antonio, Texas, 1984. április 17. –) amerikai Wikipédia-szerkesztő, Ser Amantio di Nicolao felhasználónévvel szerkeszti a Wikipédiát. A Time 2017-ben az internet 25 legbefolyásosabb személye közé választotta mint az angol nyelvű Wikipédiában legtöbb szerkesztést végző szerkesztőt.

## Családja
Steven Pruitt édesanyja a Szovjetunióban nőtt fel.

## Életrajz
Az amerikai vámhivatalnak dolgozik. 2004-ben kezdte szerkeszteni a Wikipédiát.